# The Dark Occult
『The Dark Occult』は、RYM GAMES製作のサバイバルホラーゲーム。
2018年9月25日に、当初は『The Conjuring House』というタイトルとしてSteamでWindows版の配信が開始され、同年11月6日に『The Dark Occult』と改名された。
また同時期に、従来より低い難易度で遊べる、Dread Modeが追加された。

## 概要
悪魔の影響で廃れてしまったというアトキンソン邸を舞台に、プレイヤーはその家主の死に関する不可解な出来事を調査するために送りこまれる。一度入ると出られない屋敷から生きて出るには、絶え間なく殺意を持って追ってくる悪魔のような女性から逃げながら、すべてのアーティファクトを破壊する必要がある。敵からは基本的に逃げるほかないが、一部の敵に対してはお守りを消費することで一時的に撃退することができる。

## ストーリー
ワットン・アンダー・エッジの田園地方、アトキンソン邸で謎の殺人事件が起きた。発見された男の死体は、前夜まで生きていたという証言があるにもかかわらず腐乱していた。3年前には、10代の少年ら8人がアトキンソン邸に忍び込んだとして失踪した事件があった。更に100年以上前には、この地で悪魔崇拝集団による大虐殺があったという。この地で起こる様々な不可解な事件は超常現象のせいだという人々もいた。ついにこれらの研究のために初めて、霊媒師と超心理学者のチームが組まれた。チームが屋敷に入ってしばらくしてから、彼らの知人と見られる主人公は追って屋敷に入っていくが、そこで超常現象を目の当たりにし、脱出のためすべてのアーティファクトの破壊を目指す。

## 登場キャラクター
主人公
調査チームを追って屋敷にやってきた。
ドワイト・ショー
アトキンソン邸の現所有者。一晩にして腐乱した死体として発見された。
ロバート
調査チームの一員。霊媒師と見られるが、オルゴールのアーティファクトを持っていたところを悪霊女に殺されてしまった。
アルトン・ルイス
アトキンソン邸建て替え工事の作業員の一員。監督者であったと思われる。
ブレーク・ウィリアムズ
調査チームの一員。悪霊が入れない安全な領域を屋敷内に作り、スピリチュアルセッションによる故エルドワインとの交信を提案した。
ブランドン・テイラー卿
調査チームの一員。ブレークと共にアーティファクトを探していたが、探索に頓挫し諦め死亡する。
エルドワイン・アトキンソン
かつてアトキンソン邸に住んでいた。病床についている間、周りで不可解なことが起こっていることに気づく。
ボルトン卿
調査チームの一員。杖のアーティファクトを取ろうとしたところクリーチャーに八つ裂きにされて死亡した。
アレキサンダー・バニー卿
調査チームの一員と見られる。角のある敵に殺されたと見られる。
悪霊女
マップにランダムで出現する敵。追いつかれて捕まると死亡するが、おまもりで一時的に撃退することができる。
鎖鎌の敵
主にイベント時に出現する大柄な人型の敵で鎖鎌を引きずっている。悪霊女と同様に捕まると死亡する上、おまもりが効かない。
悪魔崇拝集団
イベント時に出現する仮面をかぶった者たちで、近づきすぎたり時間制限などの条件により襲われ死亡する。
人形
何体もある人形で、追いつかれると足を掴まれるか即死する。懐中電灯の光を一定時間当てると破壊できる。
角のある敵
人型の敵で、非常に光に敏感である。懐中電灯の明かりが見えると光った場所まで見に来る。捕まると死ぬので、光をつけていなくとも接近しすぎれば死ぬ。

## アーティファクト
オルゴールのアーティファクト
魔術書のアーティファクト
杖のアーティファクト
クリーチャーによって守られている。
仮面のアーティファクト
かぶった者を精神世界に引き込む。
5つ目のアーティファクト
最後までどのようなアーティファクトか分からない。

## アイテム
扉の鍵
12星座のそれぞれの鍵、謎の鍵、陰謀の鍵、地下室の鍵、屋根裏の鍵、屋根裏の第二の鍵、オフィウカスの鍵
懐中電灯
暗闇の探索に必要。バッテリーを消費するため使用は有限。
バッテリー
懐中電灯の使用に必要な消費アイテム。データのロード毎、マップ内にランダムに配置される。
ボックスの鍵、クローゼットの鍵
それぞれマップ内に複数ある鍵のかかったボックス、クローゼットをあけるための鍵。一つの鍵ですべてを開けられる。
お守り
悪霊女を一時的に撃退できる。バッテリー同様にデータのロード毎、マップ内にランダムに配置される。
工具
南京錠を開けるための弓のこ、床下に行くために必要なバール、脆い壁を破壊するためのハンマー、チェーンを切るためのボルトカッタ―
ウィジャの小像とポインタ
エルドワイン・アトキンソンの霊と交信するためのアイテム。
アイテムを入手するためのアイテム
角（２つ）、メダリオン（５つ）、人形の部品
道を開くためのアイテム
本、カラスの眼（２つ）
ブードゥー・タリスマン
杖のアーティファクトを守るクリーチャーを除霊するために焼くべきもの。６つある。
木のたいまつ

## Dread Mode[2]
アップデートで追加された難易度を下げて遊ぶモード。通常のモードと次の違いがある。
- ゲームマップ：鍵のかかったドアや、鍵の紋様と対応するドア、安全地帯、鍵のかかったクローゼットやボックスの位置を示す。
- 耐久力：スタミナが増え、消費スタミナの回復も早くなる。
- 懐中電灯のバッテリー強化：光を消している間、バッテリーが充電される。
- 単純な易化：いくつかのイベント内で難易度が下がる。
- 視覚的ヒント：正しい順路に進めるよう、より多くの光源が存在する。